# Еміль Вяре
Еміль Ернст Вяре (фін. Emil Ernst Väre; нар. 28 вересня 1885, Кяркеля, провінція Пяйят-Хяме — 31 січня 1974, там же) — фінський борець греко-римського стилю, чемпіон світу, чемпіон Європи, дворазовий чемпіон Олімпійських ігор.

## Життєпис
Еміль Вяре був одним з найкращих у світі борцем греко-римського стилю в легкій вазі до Першої світової війни. Він виграв усі міжнародні турніри, в яких брав участь, здобувши золото на неофіційному чемпіонаті світу 1911 року, Олімпійських іграх 1912 року та неофіційному чемпіонаті Європи 1912 року. Він також виграв титули чемпіона Фінляндії в легкій вазі в 1909 і 1911 роках і не програв жодного поєдинку між 1912 і 1916 роками. Його кар'єру перервала війна, але він повернувся у боротьбу і продовжив своє домінування, завоювавши свою другу золоту олімпійську медаль на Олімпіаді 1920 року.
Вяре завершив спортивну кар'єру після Олімпіади 1920 року, а пізніше працював рефері з боротьби та тренером з боротьби у своєму клубі «Viipurin Voimailijat». Він був президентом «Viipurin Voimailijat» у 1925 і 1927-31 роках і працював генеральним секретарем, скарбником і віце-президентом цього клубу. Він також був багаторічним членом правління Фінської федерації боротьби.

## Спортивні результати на міжнародних змаганнях

### Виступи на Олімпіадах
| Змагання                    | Збірна    | Вагова категорія                   | Місце  |
| --------------------------- | --------- | ---------------------------------- | ------ |
| Літні Олімпійські ігри 1912 | Фінляндія | греко-римська боротьба, до 67,5 кг | Золото |
| Літні Олімпійські ігри 1920 | Фінляндія | греко-римська боротьба, до 67,5 кг | Золото |

### Виступи на Чемпіонатах світу
| Змагання                                    | Збірна    | Вагова категорія                 | Місце  |
| ------------------------------------------- | --------- | -------------------------------- | ------ |
| Неофіційний чемпіонат світу з боротьби 1911 | Фінляндія | греко-римська боротьба, до 73 кг | Золото |

### Виступи на Чемпіонатах Європи
| Змагання                                     | Збірна    | Вагова категорія                 | Місце  |
| -------------------------------------------- | --------- | -------------------------------- | ------ |
| Неофіційний чемпіонат Європи з боротьби 1912 | Фінляндія | греко-римська боротьба, до 75 кг | Золото |